# Slow (canção)
"Slow"  é uma canção gravada pela cantora australiana Kylie Minogue para seu nono álbum de estúdio Body Language (2003). Foi lançada como primeiro single do álbum pela Parlophone em 3 de novembro de 2003. A música foi escrita por Minogue, Dan Carey, Emilíana Torrini e produzida por Carey, Torrini e Sunnyroads. "Slow" é uma música que deriva do gênero synth-pop na qual Minogue convida um homem a "diminuir a velocidade" e dançar com ela.
Após o seu lançamento, "Slow" foi aclamada pelos críticos de música, muitos dos quais elogiaram os vocais sensuais e sedutores de Minogue. Na 47ª cerimônia do Grammy, a música recebeu uma indicação na categoria "Melhor Gravação de Dance". Comercialmente, a música foi um sucesso e alcançou o número um nas paradas de países como Austrália, Dinamarca, Romênia, Espanha e Reino Unido. A música também alcançou o número um nas músicas da tabela Hot Dance Club Songs nos Estados Unidos. Na Austrália, a música foi certificada como platina pela Australian Recording Industry Association (ARIA) pelas vendas de 70.000 unidades.
Um videoclipe que acompanha a faixa foi gravado em Barcelona, na Espanha, e apresenta Minogue cantando a música enquanto se bronzeia ao lado da Piscina Municipal de Montjuïc. Para promoção adicional, Minogue apresentou a música em vários programas de televisão. Desde o seu lançamento, a música foi apresentada por Minogue em todas as suas turnês até agora, com exceção da Anti Tour. Em 2012, Minogue nomeou "Slow" como sua música favorita de sua carreira musical.

## Videoclipe
O vídeo foi filmado na cidade espanhola de Barcelona. Ele abre com um homem pulando de um trampolim na Piscina Municipal de Montjuïc, local aonde os esportes aquáticos dos Jogos Olímpicos de Verão de 1992 foram disputados e que tem uma visão clara de arranha-céus da cidade. Depois que o homem sai da piscina, o resto do vídeo enfoca em Minogue, que está no meio de vários homens e mulheres com roupa de banho. Ela está com os pés descalços e veste um mini-vestido azul.

## Formatos e faixas
Estes são os formatos e faixas dos mais importantes singles lançados de "Slow".
CD Single canadense
1. "Slow" – 3:15
2. "Soul on Fire" – 3:32

CD Single britânico II e CD Single australiano I
1. "Slow" – 3:15
2. "Sweet Music" – 4:08
3. "Slow" (Medicine 8 Remix) – 6:57
4. "Slow" (Video)

CD Single australiano II
1. "Slow" – 3:15
2. "Soul on Fire" – 3:32
3. "Slow" (Radio Slave Mix) – 10:27
4. "Slow" (Synth City Mix) – 5:50

DVD Single francês
1. "Slow" – 3:15
2. "Sweet Music" – 4:08
3. "Slow" (Video)

## Desempenho nas tabelas musicais

### Posições
| Tabela musical (2003-2004)                             | Melhor posição |
| ------------------------------------------------------ | -------------- |
| Alemanha (GfK Entertainment Charts)                    | 8              |
| Austrália (ARIA Charts)                                | 1              |
| Áustria (Ö3 Austria Top 40)                            | 20             |
| Bélgica (Ultratop 50 da Flandres)                      | 9              |
| Bélgica (Ultratop 50 da Valônia)                       | 26             |
| Brasil (ABPD)                                          | 95             |
| Canadá (Canadian Singles Chart)                        | 6              |
| Dinamarca (Tracklisten)                                | 1              |
| Escócia (The Official Charts Company)                  | 1              |
| Espanha (PROMUSICAE)                                   | 1              |
| Estados Unidos Billboard Hot 100                       | 91             |
| Estados Unidos Dance Club Songs (Billboard)            | 1              |
| Estados Unidos Mainstream Top 40 (Billboard)           | 35             |
| Finlândia (Suomen virallinen lista)                    | 3              |
| França (Syndicat National de l'Édition Phonographique) | 45             |
| Grécia (IFPI Greece)                                   | 3              |
| Hungria (Single Top 40)                                | 4              |
| Irlanda (IRMA)                                         | 5              |
| Itália (FIMI)                                          | 6              |
| Noruega (VG-lista)                                     | 4              |
| Nova Zelândia (NZ Top 10 Heatseekers Singles)          | 9              |
| Países Baixos (Single Top 100)                         | 13             |
| Portugal (AFP)                                         | 7              |
| Reino Unido (UK Singles Chart)                         | 1              |
| Roménia (Romanian Top 100)                             | 1              |
| Suécia (Sverigetopplistan)                             | 16             |
| Suíça (Schweizer Hitparade)                            | 18             |

| Tabela musical (2003)          | Posição |
| ------------------------------ | ------- |
| Austrália (ARIA Charts)        | 59      |
| Reino Unido (UK Singles Chart) | 60      |

## Apresentações em concerto
Até o momento, Kylie cantou a música em todas as turnês concerto único que ela fez desde o lançamento.
- Showgirl: The Greatest Hits Tour
- Showgirl - The Homecoming Tour
- KylieX2008
- For You, For Me Tour
- Aphrodite World Tour